# Eutymiusz Tyrnowski

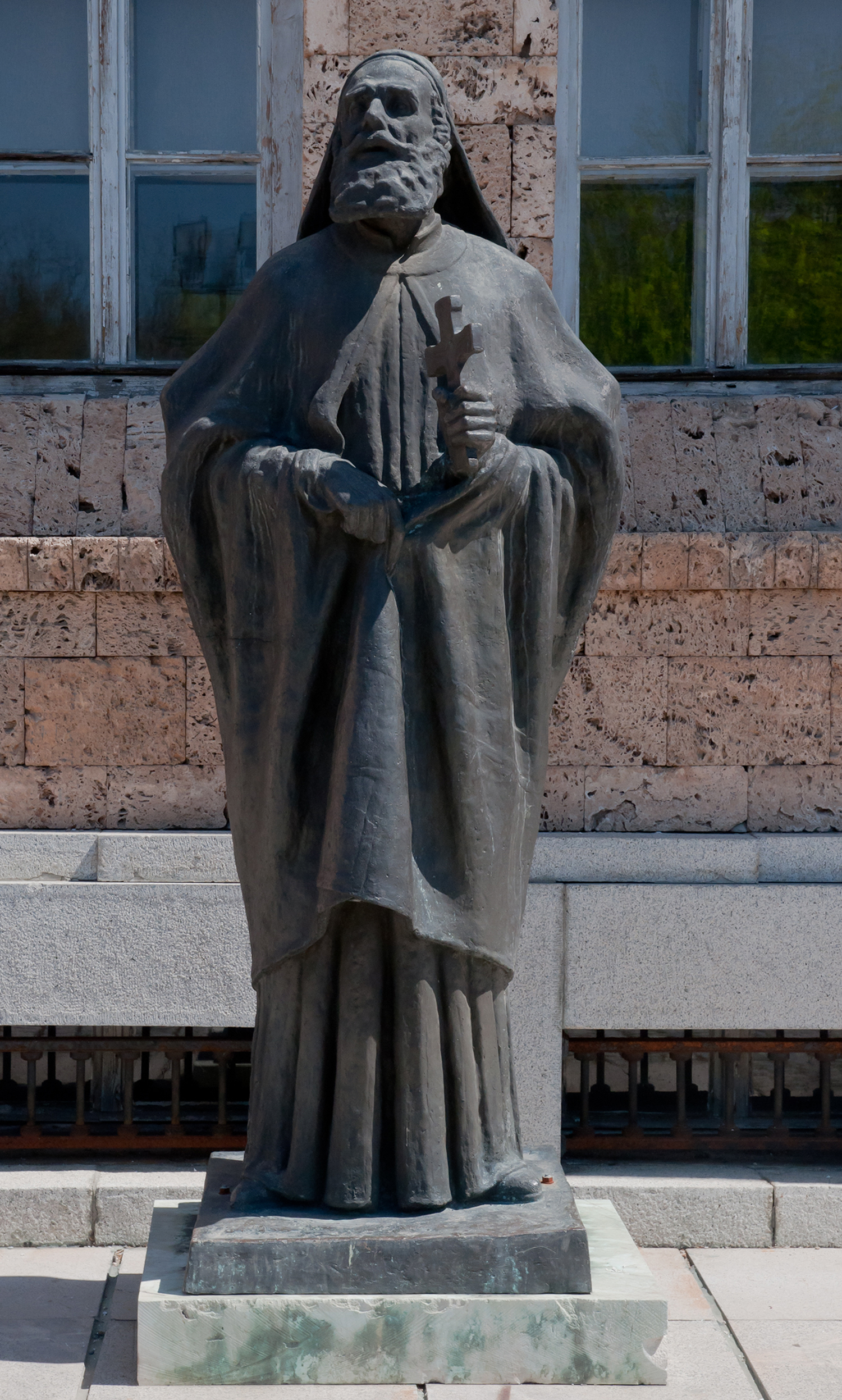
Pomnik Eutymiusza Tyrnowskiego w Wielkim Tyrnowie

Eutymiusz Tyrnowski, także Ewtimij Tyrnowski (bułg. Евтимий Търновски, ur. ok. 1320–1330 w Wielkim Tyrnowie, zm. prawdopodobnie ok. 1402–1404 w monasterze Zaśnięcia Matki Bożej w Baczkowie) – bułgarski biskup prawosławny, ostatni patriarcha Tyrnowa w latach 1375-1393, pisarz, uznawany za najwybitniejszego przedstawiciela tzw. tyrnowskiej szkoły piśmiennictwa.

## Życie
Urodził się około 1330 r. Wykształcenie zdobył w tyrnowskich szkołach przyklasztornych, m.in. w monasterze w Kilifarewie, gdzie rozpoczynał życie zakonne. W połowie XIV wieku był już mnichem. Był uczniem św. Teodozjusza Tyrnowskiego. W r. 1363 Eutymiusz towarzyszył Teodozjuszowi do Konstantynopola, a następnie jakiś czas spędził na Górze Athos, przyswajając sobie u źródeł doktrynę hezychastyczną. Żył w Wielkiej Ławrze, następnie w skicie Selina w pobliżu bułgarskiego monasteru Zografu na Athosie. W 1371 r. popadł w niełaskę i z rozkazu cesarza bizantyńskiego został uwięziony, a następnie zesłany na Lemnos. Wygnany z Bizancjum, powrócił do Tyrnowa, gdzie założył monaster Trójcy Świętej, który stał się następnie centrum tzw. tyrnowskiej szkoły piśmienniczej. W 1375 r. został obrany patriarchą tyrnowskim. Jego działalności kres położył najazd wojsk tureckich w 1393 r. Pod nieobecność cara, kierował obroną Tyrnowa przed Turkami. Po upadku miasta został przez zdobywców zesłany do Monasteru Baczkowskiego. Zmarł pomiędzy rokiem 1401 a 1411. Nie jest znana ani dokładna data jego zgonu, ani miejsce pochówku - prawdopodobnie grób Eutymiusza znajdował się w głównej cerkwi Monasteru Baczkowskiego, która w 1604 r. została rozebrana w związku z budową nowej.
Najbardziej dramatyczny epizod życia Eutymiusza tak opisał po latach jego uczeń Grzegorz Cambłak: Stanął on śmiało przed tyranem, ze spokojną duszą i nie zmienił się wcale z bojaźni, ale łagodnym wyrazem oblicza okazywał potęgę żyjącego w nim ducha. A kiedy mu zdjęli szaty kapłańskie i wyprowadzili na mur miasta i wszystko przygotowali, by mu ściąć głowę i aby śmierć jego była sromotna, czyż on upadł na twarz, czy się zatrwożył, czy okazał jakiekolwiek przywiązanie do życia? Bynajmniej. Kat zbliżył się i gotów już był zadać mu cios śmiertelny. Lecz Ten, który niegdyś poraził i uczynił nieruchomą niespodziewanie rękę, którą król wyciągnął, by pojmać proroka, w ten sam sposób poraził nieruchomością śmiercionośną prawicę i wyglądała on jak ręka trupa, przywiązana do żywego i poruszającego się człowieka... Po tym cudzie barbarzyńca nakazał mieszkańcom przesiedlić się na Wschód, a Bożego człowieka skazał na zesłanie do Macedonii. I ruszył razem z narodem jak niegdyś prorok Jeremiasz.

## Reforma ksiąg
Po powrocie do kraju przy pomocy uczniów podjął trud porównania przekładów tekstów liturgicznych, napisanych w ciągu wieków z oryginałami. Potrzebę takiej reformy dyktował stan ówczesnych kopii i przekładów ksiąg kościelnych. Rozwój języka bułgarskiego, który w XII wieku wkroczył w okres średniobułgarski, coraz bardziej oddalając się od języka ksiąg liturgicznych, spowodował, że kopiści stosowali różne zasady ortograficzne i dopuszczali się licznych błędów zniekształcających tekst oryginalny i zagrażających ortodoksji. Jako pierwszy dzieła weryfikacji ksiąg podjął się starzec Jan, mnich z athoskiej z Wielkiej Ławry. Eutymiusz poszedł w jego ślady. Podstawą podjętej przez niego reformy był właściwy hezychastom kult słowa ksiąg świętych, w którym wyraża się to, co niewyrażalne i lęk przed jego zniekształceniem. Weryfikując księgi kościelne Eutymiusz i jego współpracownicy dążyli do maksymalnej wierności oryginałowi i próbowali ustanowić jak najsztywniejsze normy językowo-ortograficzne, mające w przyszłości zapobiec błędom i rozbieżnościom. Na charakterze reformy zaważył z jednej strony pietyzm dla doskonałości ksiąg greckich, z drugiej kult tradycji świętych Cyryla i Metodego. Reformatorzy usiłowali więc przywrócić językowi jego postać archaiczną, opierając się w pisowni na wzorach starobułgarskich, a jednocześnie przenosili do niego mechanicznie zasady ortografii greckiej. Ujednoliceniu uległo użycie jerów, nosówek, interpunkcji. Reforma, poparta przez cara Iwana Szyszmana została wprowadzona w życie na terenie carstwa tyrnowskiego. Wedle przekazów średniowiecznych w państwie bułgarskim zabroniono przepisywania ksiag nieuczonym kopistom, a wszystkie rękopisy miały być przedkładane do sprawdzenia. Reforma Eutymiusza, podjęta przez jego uczniów, stała się następnie wzorem dla zmian, wprowadzanych w tekstach cerkiewnosłowiańskich w Serbii, Wielkim Księstwie Moskiewskim oraz tworzonych na terenie Mołdawii.

## Twórczość
Eutymiusz pozostawił po sobie bogatą spuściznę piśmienniczą: mowy pochwalne, objaśnienia dogmatów wiary i obrzędów liturgicznych oraz żywoty świętych. Zachowały się cztery żywoty poświęcone: Janowi Rilskiemu, Hilarionowi Myglynskiemu, Filotei Temniszkiej i Petce Tyrnowskiej oraz cztery mowy pochwalne. Najbardziej interesujący żywot świętego Jana z Riły (Iwana Rilskiego), pierwszego bułgarskiego świętego, poprzedzony został traktatem na temat ascezy. Spośród mów pochwalnych najciekawsza została napisana ku czci Konstantyna Wielkiego i świętej Heleny. Eutymiusz czerpał materiał do swych prac z dawniejszych utworów rodzimych i greckich, przerabiał je jednak zgodnie z ówczesnymi wzorcami bizantyńskimi. Pod jego piórem święci nabierali rysów hezychastycznych: w samotności zmagali się z demonami i dostępowali wizji boskiej światłości. Oprócz opisów stanów duchowych w żywotach pojawił się abstrakcyjny psychologizm, a także polemiki antyheretyckie, do których argumenty czerpał głównie z Dogmatycznej panoplii Zigabenosa z XII wieku.
Żywoty i mowy pochwalne pisał Eutymiusz przede wszystkim na uroczystości kościelne ku czci tych świętych, których relikwie znajdowały się w Tyrnowie. W pozostawionych przez niego żywotach coraz większą rolę odgrywają dzieje wędrówki relikwii świętego. Stylizowane na latopis sławią one carów bułgarskich, którym stolica zawdzięczała sprowadzenie relikwii. 
Całą twórczość Eutymiusza przenika troska o odnowę życia kościelnego, w którym upatrywał ratunek dla państwa. Zwracał się z pouczeniem do władców. W Żywocie świętego Iwana Rilskiego mówił o potrzebie gromadzenia wojsk i oręża. W Słowie pochwalnym o Konstantynie i Helenie stawiał carowi Iwanowi Szyszmanowi za przykład świętego Konstantyna, jako władcę który służył Kościołowi. W żywotach w patetycznych modlitwach zwracał się do świętych o ocalenie Tyrnowa przed zgubą i obcym najeźdźcą. W swej twórczości Eutymiusz dużo miejsca poświęcał przeszłości Bułgarii, co może świadczyć o rosnącym zainteresowaniu tematyką ojczystą w zagrożonym przez Turków kraju.
Twórczość Eutymiusza cechuje bogactwo języka operującego licznymi porównaniami i przenośniami oraz poetyczne ujęcie natury.  Ozdobnym stylem swych prac nawiązywał do współczesnych mu wzorów greckich, choć jednocześnie podziwiał prostotę stylu świętych Cyryla i Metodego, których pamięć otaczał głęboką czcią. Wzorem hezychastów wyrażał lęk, że nie zdoła wysławić świętości dostatecznie pięknie (po lěpotě) i tym kunsztowniej splatał słowa mnożąc wykrzykniki i pytania retoryczne, długie łańcuchy synonimicznych epitetów, wyszukanych porównań i metafor, sięgając po cytaty z Pisma Świętego, alegorie i symbole i łącząc wszystko w zawiłe okresy swej prozy.
Znaczenie Eutymiusza w pełni docenili już jego współcześni. Piszący krótko po upadku Tyrnowa w Widyniu metropolita widyński Joazaf w Pochwale świętej Filotei opisując zdobycie przez Turków stolicy wschodniej Bułgarii przytacza taką oto skargę ludu tyrnowskiego: Oby lepiej słońce zgasło, niżby umilknąć miał język Ewtimija.

## Uczniowie
Eutymiusz pozostawił po sobie grono uczniów, którzy kontynuowali jego prace. Do najwybitniejszych należeli: Cyprian i Grzegorz Cambłak oraz Konstantyn Kostenecki, którzy po upadku Tyrnowa przenieśli tradycje tyrnowskiej szkoły piśmienniczej daleko poza granice Bułgarii: do Serbii, Mołdawii, Wielkiego Księstwa Moskiewskiego i Litewskiego.
Bułgarska Cerkiew Prawosławna ogłosiła Eutymiusza Tyrnowskiego świętym. Jego święto przypada 20 stycznia.

## Nawiązania w literaturze
Eutymiusz Tyrnowski jest jednym z głównych bohaterów powieści Emiliana Stanewa Antychryst.